# Alfianello
Alfianello est une commune italienne de la province de Brescia, dans la région Lombardie.

## Administration

### Hameaux
nessuna

### Communes limitrophes
Corte de' Frati, Milzano, Pontevico, San Gervasio Bresciano, Scandolara Ripa d'Oglio, Seniga

## Honneur
L'astéroïde (20048) Alfianello porte son nom.